# Puchar Amatorów UEFA
Puchar Amatorów UEFA (ang. UEFA Amateur Cup) – międzynarodowe rozgrywki dla amatorskich reprezentacji państw Europy, organizowane przez UEFA w latach 1967–1978 (odbyły się cztery edycje).

## Historia
Turniej został zaproponowany przez Komisję Amatorów UEFA w lutym 1965 r., a następnie zatwierdzony przez Komitet Wykonawczy UEFA. Regulamin zakładał, że mogą w nim wystawić reprezentacje kraje, których najwyższy poziom rozgrywkowy nie jest amatorski. W ten sposób wykluczone z rozgrywek zostały państwa skandynawskie oraz blok wschodni, toteż do pierwszej edycji pucharu zgłosiło się zaledwie 12 zespołów.
Kwalifikacje do pierwszego turnieju finałowego odbywały się od lutego do grudnia 1966 r. w czterech grupach. Turniej finałowy odbył się w Palma de Mallorca. W finale, rozegranym 18 czerwca 1967, Austria pokonała Szkocję 2:1. Drugi finał odbył się w Forte dei Marmi i triumfowała w nim Hiszpania. Finałowy mecz 1974 r. natomiast nie doszedł do skutku, jako że RFN i Jugosławia zgodziły się podzielić tytuł między sobą. Ostatnia edycja Pucharu Amatorów odbyła się w Grecji w 1978 r., a triumfowała w nim Jugosławia. Niskie zainteresowanie pucharem spowodowało zawieszenie rozgrywek.
W 1996 r. Komitet UEFA ds. Piłki Nożnej Amatorów wskrzesił ideę amatorskich rozgrywek kontynentalnych jako Puchar Regionów UEFA.

## Medaliści
Źródło: RSSSF
| Rok  | Gospodarz  | Finał                   | Finał                        | Finał      | Mecz o 3. miejsce | Mecz o 3. miejsce | Mecz o 3. miejsce |
| Rok  | Gospodarz  | Mistrz                  | Wynik                        | Wicemistrz | 3. miejsce        | Wynik             | 4. miejsce        |
| ---- | ---------- | ----------------------- | ---------------------------- | ---------- | ----------------- | ----------------- | ----------------- |
| 1967 | Hiszpania  | Austria                 | 2 – 1                        | Szkocja    | Hiszpania         | 2 – 0             | Turcja            |
| 1970 | Włochy     | Hiszpania               | 1 – 1                        | Holandia   | Jugosławia        | 3 – 0             | Włochy            |
| 1970 | Włochy     | Powtórzony finał: 2 – 1 |                              |            | Jugosławia        | 3 – 0             | Włochy            |
| 1974 | Jugosławia | / Jugosławia / RFN      |                              |            | Hiszpania         | 2 – 2             | Holandia          |
| 1974 | Jugosławia | / Jugosławia / RFN      | 4 – 2 w serii rzutów karnych |            |                   |                   |                   |
| 1978 | Grecja     | Jugosławia              | 2 – 1 po dogr.               | Grecja     | RFN               | 3 – 0             | Irlandia          |